# Bredo Dry Docks
Die Bredo Dry Docks GmbH ist eine Reparatur- und Umbauwerft mit Sitz in Bremerhaven sowie Dockbetrieben an drei Standorten in Bremerhaven sowie einer weiteren Lokation in Cuxhaven. Sie ist Teil der ebenfalls in Bremerhaven ansässigen Heinrich Rönner Gruppe.

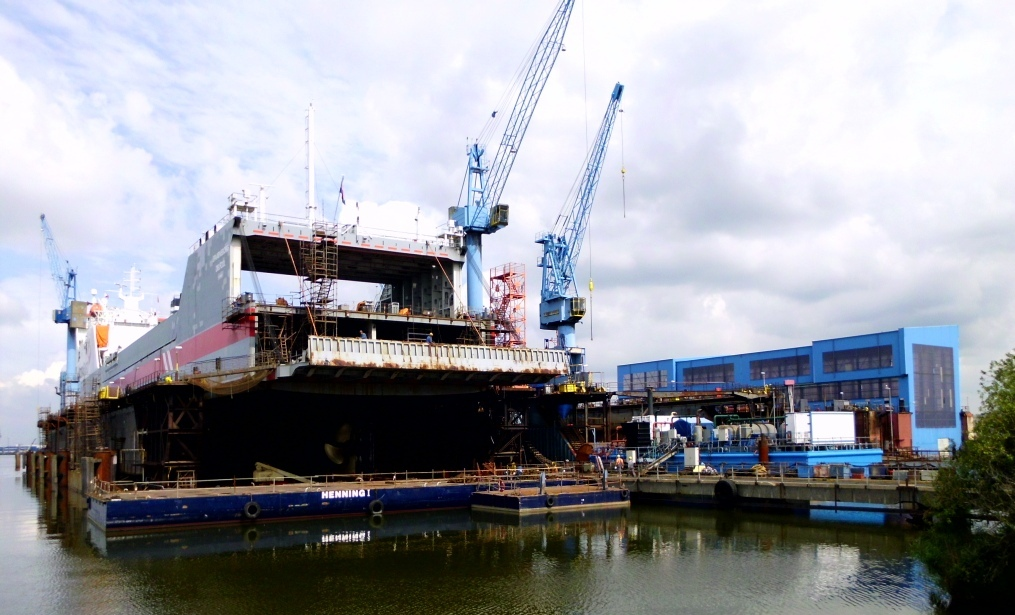
Bredo-Schwimmdock in Bremerhaven

## Geschäftsbetrieb
Primärer Unternehmenszweck ist "die Schiffsreparatur, der Schiffsumbau, die Instandhaltung sowie die Ausführung aller dockabhängigen Arbeiten zum Zweck der Aufrechterhaltung der Klassifikation." Hierbei stellt Bredo primär die Infrastruktur (Dock- und Kaianlagen) zur Verfügung, während die verschiedenen Gewerke von weiteren Unternehmen der Rönner-Gruppe durchgeführt werden.
Hierfür stehen dem Unternehmen insgesamt 11 Schwimm- und Trockendocks zur Verfügung, welche auf die Standorte Bremerhaven-Fischereihafen, Bremerhaven-Kaiserhafen 1, Bremerhaven-Kaiserhafen 3 sowie Cuxhaven-Amerikahafen verteilt sind.
Die verschiedenen Standorte der Docks sind auf die Vorgängerunternehmen von Bredo zurückzuführen. Am Standort Fischereihafen sind dies die Docks sowie Hallen und Pieranlagen der früheren Schichau-Seebeck-Werft,  im Kaiserhafen 1 die Docks der früheren Motorenwerke Bremerhaven, im Kaiserhafen 3 die Docks der Rickmers-Lloyd-Dockbetriebe sowie die angemieteten Docks der ebenfalls teilweise im Besitz der Rönner-Gruppe befindlichen Lloyd Werft und in Cuxhaven die Einrichtungen der Mützelfeldtwerft.

### Technische Ausstattung der Bredo-Docks
Folgende Docks stehen zur Verfügung:
| Name         | Art         | Tragfähigkeit | Länge   | Breite  |                                                               | Standort                                                                                 |
| ------------ | ----------- | ------------- | ------- | ------- | ------------------------------------------------------------- | ---------------------------------------------------------------------------------------- |
| Dock 1       | Schwimmdock | 3.800 t       | 116,0 m | 16,4 m  | 7,5 t / 12 m, 5 t / 20 m                                      | Fischereihafen Bremerhaven (vormals Schichau Seebeck)                                    |
| Dock 2       | Schwimmdock | 4.500 t       | 100,0 m | 21,2 m  | 4,5 t / 15,0 m, 2,5 t / 23,0 m                                | Fischereihafen Bremerhaven (vormals Schichau Seebeck)                                    |
| Dock 3       | Schwimmdock | 7.500 t       | 158,0 m | 23,9 m  | 7,5 t / 12 m, 5 t / 20 m                                      | Fischereihafen Bremerhaven (vormals Schichau Seebeck)                                    |
| Dock 4       | Schwimmdock | 12.000 t      | 170,0 m | 30,58 m | 10 t / 10 m, 5 t / 30 m, Rampe 60 t                           | Fischereihafen Bremerhaven (vormals Schichau Seebeck)                                    |
| Dock 5       | Schwimmdock | 20.000 t      | 215,0 m | 35,0 m  | 25 t / 30 m                                                   | Kaiserhafen 1 Bremerhaven (vormals Motorenwerke Bremerhaven), 2023 nach Jamaika verkauft |
| Dock 6       | Schwimmdock | 7.200 t       | 147,0 m | 21,9 m  | 10 t                                                          | Kaiserhafen 1 Bremerhaven (vormals Motorenwerke Bremerhaven)                             |
| Kaiserdock 1 | Trockendock |               | 222,0 m | 26,0 m  | 35 t / 30 m                                                   | Kaiserhafen 3 Bremerhaven (angemietet von Lloyd Werft)                                   |
| Kaiserdock 2 | Trockendock |               | 335,0 m | 35,0 m  | 50 t / 31 m und 35 5 / 13 m                                   | Kaiserhafen 3 Bremerhaven (angemietet von Lloyd Werft)                                   |
| Kaiserdock 3 | Schwimmdock |               | 281,0 m | 38,0 m  | 60 t / 16,7 m, 15 t / 21,0 m, 15 t / 14,0 m und 10 t / 14m0 m | Kaiserhafen 3 Bremerhaven (vormals Rickmers Lloyd)                                       |
| Dock 7       | Schwimmdock | 7.000 t       | 125,0 m | 22,8 m  | 5 t / 13,5 m, 15 t                                            | Amerikahafen Cuxhaven (vormals Mützelfeldtwerft)                                         |
| Dock 8       | Schwimmdock | 1.000 t       | 75,9 m  | 14,9 m  | 8 t / 14,0 m                                                  | Amerikahafen Cuxhaven (vormals Mützelfeldtwerft)                                         |

weiteres Dock erworben (aus Norwegen)

## Geschichte
Das heutige Unternehmen mit seinen vier Standorten entstand aus mehreren Zusammenschlüssen von Werft- und Dockbetrieben in den 2010er-Jahren unter Federführung der beiden Bremerhavener Unternehmerfamilien Petram und Rönner, „die seit Jahren vor allem in Bremerhaven die Werftenszene maßgeblich prägen“. Hierbei wurde 2018 die frühere Bredo Dockgesellschaft mit der German Dry Docks AG zusammengeführt und der Geschäftsbetrieb gebündelt.
Im Juli 2019 verkaufte Petram seine schiffbaulichen Aktivitäten in Bremerhaven komplett an die Rönner-Gruppe, die nun alleiniger Eigner von Bredo ist.

### Bredo Dockgesellschaft
Die Bredo Dockgesellschaft wurde 1986 als eigenständige Dockbetriebsgesellschaft von der Muttergesellschaft Seebeckwerft AG zusammen mit vier Bremerhavener Unternehmern als Gesellschafter gegründet und betrieb das Dock- und Reparaturgeschäft am Ende des Fischereihafens. Zu den Gesellschaftern gehörte schon damals Dieter Petram

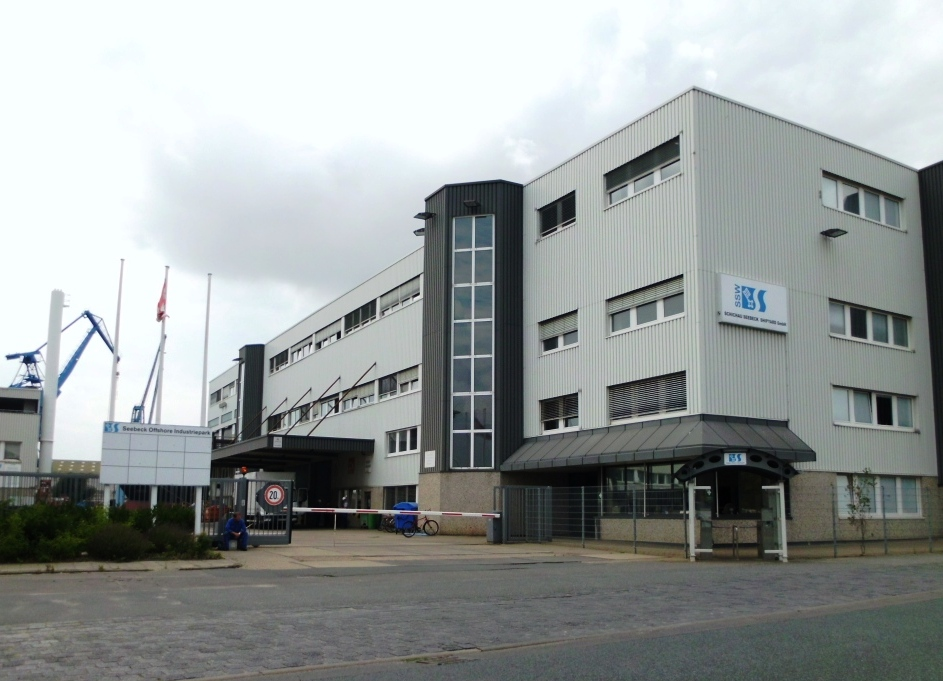
Eingangsbereich der SSW-Werft in Bremerhaven

Die Schichau Seebeckwerft AG als Nachfolgerin der Seebeckwerft ging 1996 in Konkurs. Die  Bredo führte das operative Geschäft am bisherigen Standort im Fischereihafen fort. Neben Dockungen mit typischen Arbeiten am Unterwasserschiff wurden Schiffsreparaturen, Umbauten und Schiffsverlängerungen durchgeführt. Außerdem erfolgten Reparatur- und Umbauarbeiten an den Hauptmaschinen, Hilfsmaschinen, Propellern, Wellensystemen und Ruderanlagen.
Insgesamt arbeiteten auf der Werft etwa 300 Beschäftigte, neben rund 100 fest angestellten Mitarbeitern kamen rund 200 Beschäftigte von Fremdfirmen.

### German Dry Docks
German Dry Docks entstand 2017 als Zusammenschluss der MWB Motorenwerke Bremerhaven und der Rickmers-Lloyd-Dockbetrieb. 2018 kam die Cuxhavener Mützelfeldtwerft hinzu. Die bisherige Marke German Dry Docks wird weiterhin für das Geschäft mit Spezial- und Großprojekten verwendet. Zum Firmenverbund gehörten außerdem das eigenständige Unternehmen MWB Marine Services, das zusammen mit der Zeppelin Power Systems GmbH & Co KG (ZPS) als Spezialist für Antriebe auftrat.

## Umbauten
Die Crown Monarch ist ein 1990 gebautes Kreuzfahrtschiff. Nach einer Charter unter dem Namen Jules Verne traf sie im Dezember 2007 bei der Bredo ein und wurde hier zur Alexander von Humboldt umgebaut.
Für die Bauvorbereitungen und den Bau von Offshore-Windparks in der Nordsee wurde das Schiff Victor Hensen 2001 von der Windkraftfirma Energiekontor AG in Bremen gekauft, die es für Untersuchungen in der Nordsee in der Bredo-Werft umbauen ließ. Danach wurde es nach dem dänischen Meteorologen Poul La Cour in La Cour umbenannt und kam unter die Flagge Luxemburgs. Die Bereederung übernahm das Bremer Unternehmen RS Research Shipping GmbH.